# Barnstaple Challenger
Il Barnstaple Challenger è stato un torneo professionistico di tennis giocato su campi in cemento indoor. Faceva parte dell'ATP Challenger Series. Si è giocata una sola volta nel 2007, a Barnstaple in Gran Bretagna.

## Albo d'oro

### Singolare
| Anno | Campione      | Finalista      | Punteggio           |
| ---- | ------------- | -------------- | ------------------- |
| 2007 | Jérémy Chardy | Stéphane Bohli | 7–6(4), 6(1)–7, 7–5 |

### Doppio
| Anno | Campioni                              | Finalisti                         | Punteggio           |
| ---- | ------------------------------------- | --------------------------------- | ------------------- |
| 2007 | Frederik Nielsen Aisam-ul-Haq Qureshi | Jasper Smit Martijn van Haasteren | 6–2, 6(4)–7, [10–2] |